# Hihifo (Uvea)
Hihifo è il più settentrionale dei tre distretti in cui è diviso Uvea, uno dei tre regni tradizionali in cui è divisa la collettività d'oltremare francese di Wallis e Futuna, sull'isola di Wallis. Capoluogo è Vaitupu.

## Villaggi
| Villaggio | Popolazione (Censimento 21/07/2008) |
| --------- | ----------------------------------- |
| Hihifo    |                                     |
| Alele     | 629                                 |
| Mala'e    | 500                                 |
| Tufu'one  | 197                                 |
| Vailala   | 374                                 |
| Vaitupu   | 503                                 |
| Hihifo    | 2203                                |